# プレゼッツォ
プレゼッツォ（伊: Presezzo  ( 音声ファイル)）は、イタリア共和国ロンバルディア州ベルガモ県にある、人口約4,800人の基礎自治体（コムーネ）。

## 地理

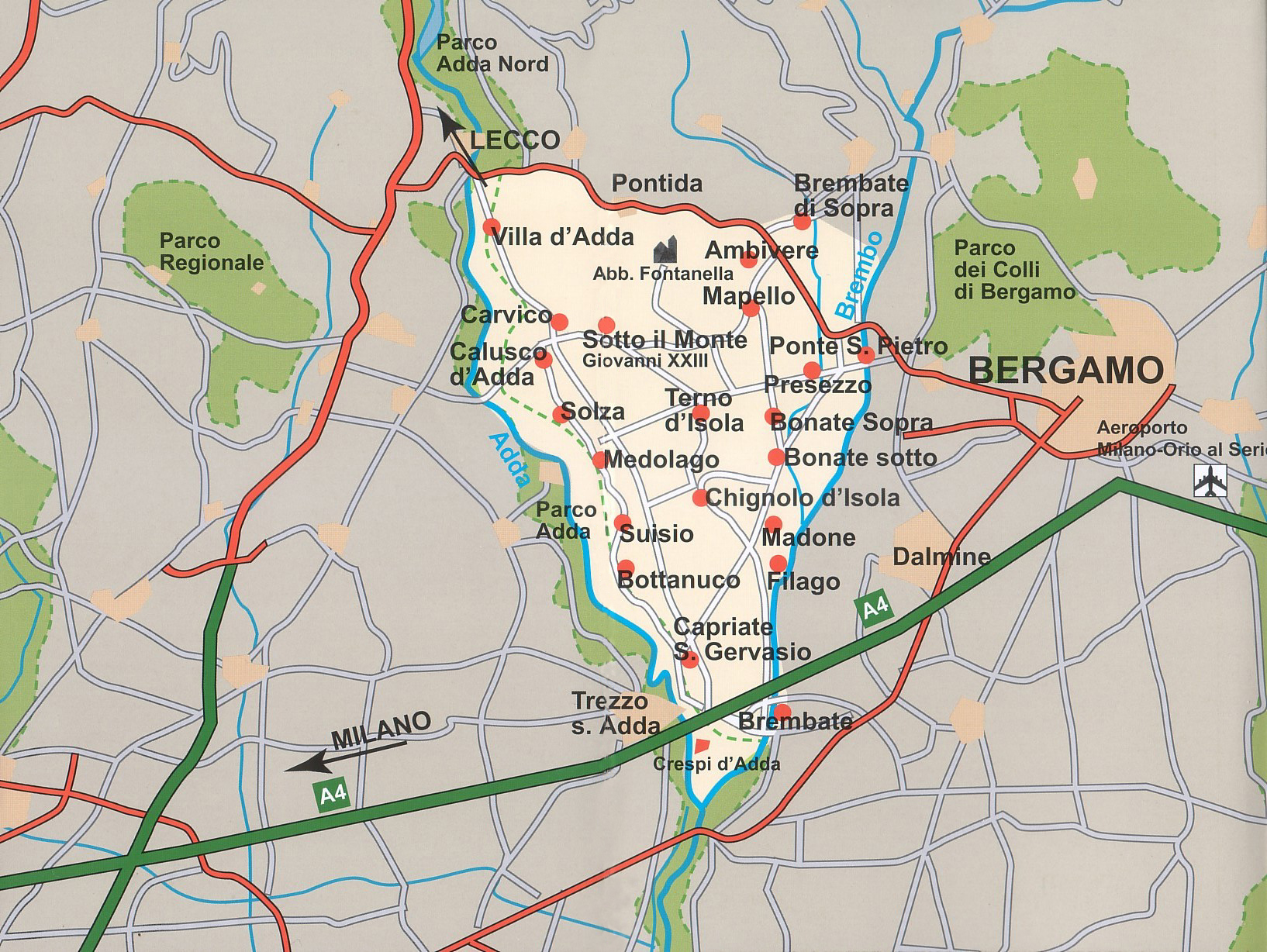
イーゾラ・ベルガマスカ

### 位置・広がり
ベルガモ県西部、イーゾラ・ベルガマスカ地方のコムーネ。県都ベルガモから西へ9km、州都ミラノから北東へ39kmの距離にある。
| 隣接するコムーネは以下の通り。 - ボナーテ・ソプラ - マペッロ - ポンテ・サン・ピエトロ |

### 地震分類
イタリアの地震リスク階級 (it) では、3 に分類される
。

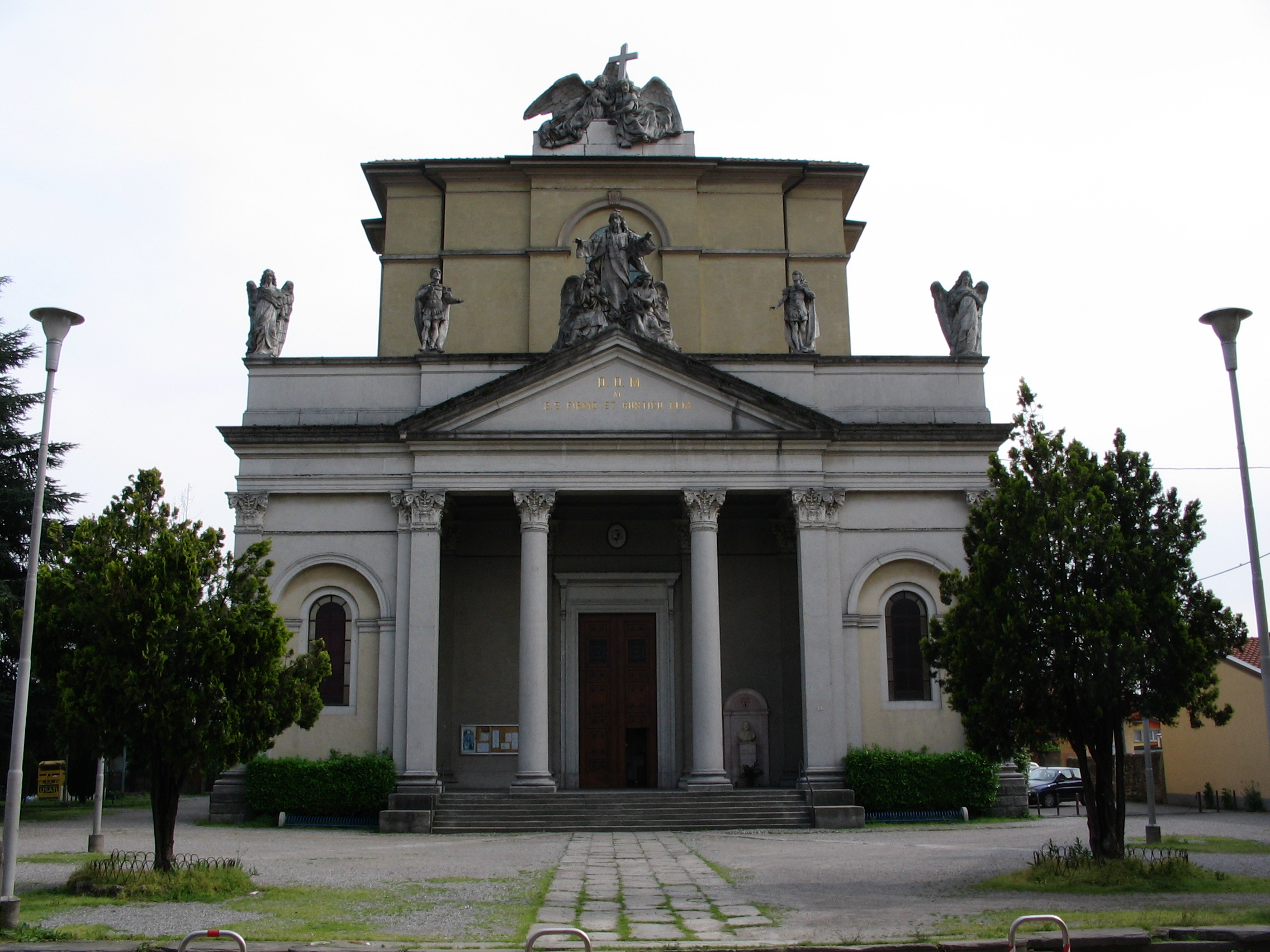
San Fermo e San Rustico